# 帕科卡瓦山
18°5′30″S 69°4′8″W / 18.09167°S 69.06889°W

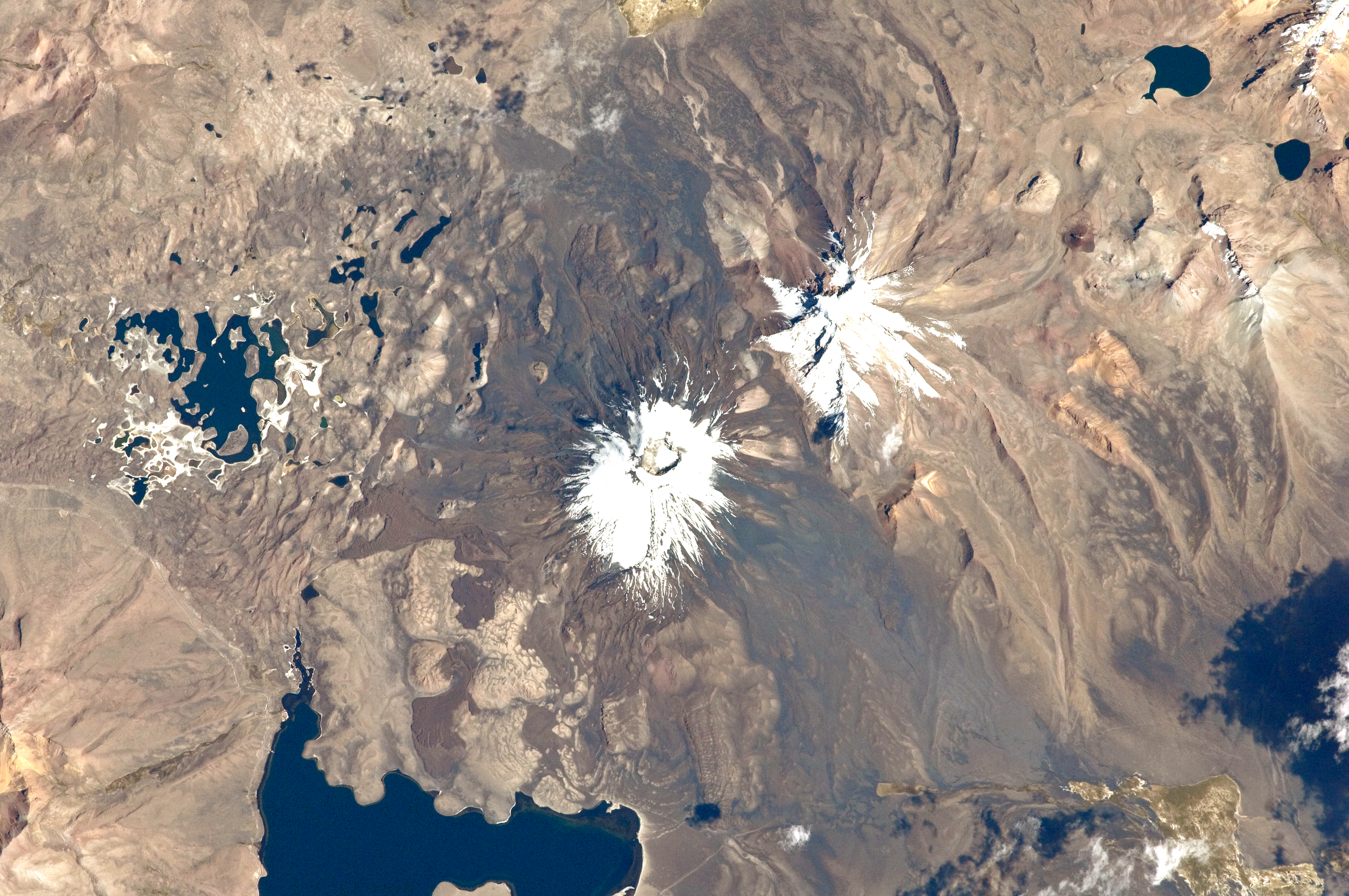

帕科卡瓦山（Phaq'u Q'awa），是玻利維亞的山峰，位於該國西部奧魯羅省的薩亞馬省，處於薩哈馬火山西北面、科爾克瓦拉尼山以南，屬於安第斯山脈中玻利維亞西部山脈的一部分，海拔高度5,380米。